# 이터널 (건담 시리즈)
이터널(영어: Eternal, 일본어: エターナル)은 TV 애니메이션 《기동전사 건담 SEED》 및 《기동전사 건담 SEED DESTINY》에 등장하는 가공의 우주전함이다. "이터널"은 영어로 "영원한" 또는 "불멸의"를 의미하는 형용사이다.

## 함체 해설
제1차 지구연합·플랜트 대전기 후반에 자프트가 프리덤 건담과 저스티스 건담의 전용 모함으로 건조하였다. 핵엔진을 탑재한 기체의 정비에 필요한 전용 설비와 기자재를 탑재해, 기존의 모빌 슈트(MS)의 스펙을 크게 넘어선 프리덤 건담과 저스티스 건담의 행동과 보조를 맞추어야 했기 때문에, 지금까지의 자프트 전함 중에 가장 고속인 나스카급을 넘어서는 속력을 낼 수 있다. 함종기호는 모빌 슈트 고속 프리깃이며, Y는 본함이 시작함임을 나타내는 기호이다.
한편, 핵기동 건담의 운용 모함으로서의 기능을 우선시 했기 때문에, 공격력은 보조적인 것에 머무른다. 함체는 전체가 로즈레드로 도장되어 있다.

### 무장
단장 에너지 수속 화선포
함교 전방에 장비되는 단장 빔 포이다.
66mm 연장 레일건
함교 후방의 양현에 2문이 장비되어 있는 소형 연장 레일건이다.
미사일 발사관
함체에 다수가 장비되어 있는 미사일 발사관이다.
58mm CIWS
함체에 다수가 장비되어 있는 근접 방어 기관포이다. 미사일과 함께 요격에 많이 사용된다.
미티어
프리덤 건담과 저스티스 건담을 위한 강화 장비이지만, 이터널에 접속시에는 이터널의 무장으로 기능한다.

## 함재기
- 《기동전사 건담 SEED》에서
  - ZGMF-X10A 프리덤 건담
  - ZGMF-X09A 저스티스 건담
- 《기동전사 건담 SEED DESTINY》에서
  - ZGMF-X20A 스트라이크 프리덤 건담
  - ZGMF-X19A 인피니트 저스티스 건담
  - ZGMF-X88S 가이아 건담 (앤드류 발트펠트 전용기)
  - ZGMF-XX09T 돔 트루퍼×3

## 작품 내에서의 활약
기동전사 건담 SEED
플랜트에 잠복해 있던 클라인파의 멤버가 라크스 클라인의 궐기와 동시에 자프트에서 이터널을 강탈하고 함장인 앤드류 발트펠트의 지휘에 따라 출격했다.
스페이스 콜로니 멘델에서 아크엔젤, 쿠사나기와 합류하여 삼척동맹의 핵심이 되었다. 제2차 야킨 두에 공방전에서 정전이 될 때까지 전투에 참여했으며 생환하였다.
기동전사 건담 SEED DESTINY
전후에는 제1차 지구연합·플랜트 대전 종결시의 혼란을 틈타 소행성으로 위장된 비밀공장에 은닉되어 마틴 다코스타 등의 클라인파의 활동 거점이 되었다. 수리, 정비에 필요한 거액의 자재들은 모두 정크길드가 무상으로 조달해 준 것으로 알려져 있다.
다시 우주로 올라간 라크스 클라인과 앤드류 발트펠트의 합류 후, 함재기의 보충 등을 거쳐 오브군 제2우주함대에 편입된 아크엔젤과 함께 레퀴엠 공방전에 참전하였다. 최종 결정인 메사이어 공방전에서 스트라이크 프리덤 건담과 함께 메사이어를 함락시켜 전투를 승리로 이끌었다.
《기동전사 건담 SEED DESTINY 스페셜 에디션 완결편 "자유의 대가"》에 이어지는 신규 에필로그에서 오브와 플랜트 간의 종전 협의를 거쳐 플랜트 최고평의회에 초청된 라크스 클라인이 이터널을 타고 플랜트로 귀환하였다.
기동전사 건담 SEED FREEDOM

## 같이 보기
- 건담 시리즈의 병기 목록
- 기동전사 건담 SEED
- 기동전사 건담 SEED DESTINY
- 프리덤 건담
- 저스티스 건담
- 아크엔젤 (건담 시리즈)